# Boussay (Indre-et-Loire)
Boussay é uma comuna francesa na região administrativa do Centro, no departamento Indre-et-Loire. Estende-se por uma área de 26,9 km². Em 2010 a comuna tinha 2 692 habitantes (densidade: 101,8 hab./km²).